# Incidente de Paranaguá
El  'Incidente de Paranaguá'  fue una guerra naval trabada entre el crucero británico  HMS Cormorant y la Fortaleza de Nuestra Señora de los Prazeres de Paranaguá en el día 1 de julio de 1850.

## Historia

### Antecedentes
La producción agrícola brasileña de café y azúcar, por manos esclavas, superaba la producción británica de los mismos productos por manos de esclavos cooties. El aumento de la cuota comercial de Brasil con las colonias portuguesas en África y especialmente en la India y China, se estaba convirtiendo en un obstáculo para los intereses británicos en la región, donde se enfrentaron dificultades para colonizar Australia y Nueva Zelanda.
Sin embargo, los medios para prevenir el avance comercial de Brasil en las colonias portuguesas en Asia, serían la destrucción de la flota mercante marítima emergente en Brasil y la prevención de la inmigración laboral de esclavos en nuestras tierras. Después de algunos meses de conflictos provocados por los británicos en las costas brasileñas, con aprehensión de decenas de cargueros, sin presentar un solo esclavo liberado, además de la pesada política mentirosa generada por los republicanos, el intento británico fue alcanzado, alzando su bandera en los mástiles lusitanos de la India y China.
En Brasil, esta acción británica no ahorraba viejos barcos de cargas que jamás podrían navegar en alta mar (incendiados o puestos a pique) ni los modernos buques a vapor, aplicados en el transporte de pasajeros. El Congreso Nacional protestaba inútilmente al embajador británico contra esta ilegalidad. Ante la inercia diplomática, el pueblo comenzó a actuar contra los británicos por cuenta propia, desde agresiones físicas a tripulantes en las calles de Río de Janeiro, así como en las demás ciudades e incluso en las playas donde desembarcaban soberanamente. Estas acciones personales fueron originadas por el premio (Prize Money) recibido por los tripulantes británicos. Los brasileños entendían que esta ley incitaba a los marineros británicos a invadir nuestros puertos, ríos y astilleros para robar barcos de la legítima flota mercante brasileña, aunque estuvieran en construcción, como sucedió en Cabo Frío. La voluptuosa suma obtenida por el Renio Unido en las subastas de cargas y embarcaciones incautadas era compartida (65%) con las tripulaciones de los buques que efectuaban las incautaciones, posibilitando que un marinero ganara hasta 400 salarios en un solo mes. La ley del Prize Money involucra barcos, cargas, personas y escolta. Esta ley británico había sido eliminado en 1803, para causar graves problemas a los países neutrales, y reeditado en 1807, precisamente al Reino Unido para acompañar a la familia real portuguesa huyó a Brasil. El porcentaje de escolta era del 2% sobre los bienes transportados y nos permite calcular el valor ingresado en Brasil en aquel viaje: 20 mil millones de dólares.
Los socios comerciales Brasil y Reino Unido tenían un punto conflictivo cuando el asunto era tráfico negrero. El Reino Unido era totalmente contra la práctica mientras los políticos brasileños, en concordancia con los granjeros, buscaban ganar tiempo cuando el asunto era la extinción de este comercio. Los acuerdos ya existían, sin embargo, su aplicación era, de cierta manera, no ejecutada en la costa brasileña.
La respuesta británica vino a través de su parlamento que aprobó la ley  Bill Aberdeen  dando totales poderes a la  Royal Navy  para reprimir el tráfico negrero. Los buques de Su Majestad cumplieron con determinación y rigor este orden. Para la costa brasileña algunas naus británicas, basadas en el [Río de la Plata], fueron orientadas a intensificar esta actuación al inicio de 1850.
Entre otros buques, dos se destacaron en estos servicios: El  HMS Cormorant y el  HMS Rifleman . Ambos entraron en conflicto con la comunidad civil teniendo bajas fatales en sus guarniciones.
La flota británicaprocedentes de África, que había causado grandes pérdidas a los barcos lusitanos y grandes protestas en Lisboa, llegó en septiembre de 1849 en Brasil, bajo el mando del contralmirante Barrington Reynolds. La naú capitana era la fragata HMS Southampton, bajo el mando del Capitán Cory, guarnecida con 50 piezas de artillería. La flota estaba compuesta por otros buques: la corbeta a vapor con hélices HMS Sharpshooter bajo el mando del Teniente John Barley, la corbeta a vapor HMS Rifleman bajo el mando del Teniente Crofton, la corbeta a vapor HMS Tweed bajo el mando de Lord Russell, la corbeta a vapor HMS Harpy bajo el mando del Teniente Dalton y la corbeta a vapor con ruedas laterales HMS Cormorant bajo el mando del Capitán Herbert Schomberg. Los cruceros deberían impedir el tráfico de esclavos en veleros en las costas brasileñas. Había una lista de barcos brasileños preparados por el británico Mr Hudson, encargado de los negocios del Reino Unido, al servicio de la inteligencia británica en Río de Janeiro. Él denunció al Contraalmirante Reynolds los barcos brasileños a vapor y la vela como de tráfico; Y en el caso de que no se conozcan los nombres de los personajes de la saga. El cambio de nombre del brigue "Astro", pocos días antes de ser visitado en Paranaguá nos indica que esta lista fue escrita después de las incautaciones. Por este mismo motivo, se incluye la quema de la escuna "Rival" en el canal delante del astillero de Cabo Frío. Esto es obvio que esta lista fue escrita después de la ocurrencia de los registros por los cruceros, de otra manera, estos nombres no serían conocidos. Había los buques de apoyo; HMS Crescent bajo el mando del Teniente Brantley, el HMS Hermes bajo el mando del Teniente Fish Burnt. Todos estos barcos trabajaban para dar apoyo a la escuadra, trayendo suministros y carbón del Reino Unido. Las corvetas a vapor estaban equipadas con cuatro cañones laterales de calibre 64 y dos torres sobre ejes con cañones de calibre 80. El número del calibre de los cañones se refiere al peso de la bala de hierro en libras (0,453 & nbspkg).

### Batalla del Cormorant
El  HMS Cormorant , con sus nuevas instrucciones recibidas a principios de 1850, que consistía en intensificar el patrullaje y actuar fuertemente en la represión al tráfico humano en la costa brasileña, así como todo el Atlántico sur, cruzó, a la altura del litoral paranaense, el camino de algunos barcos brasileños con fuertes indicios de transporte de tráfico negrero. Los barcos brasileños no obedecieron al orden de inspección de la nau británica y tomaron rumbo a la ciudad portuaria de Paranaguá.
El sábado, el 29 del junho, el crucero británico adentró la bahía de Paranaguá en persecución a tres buey y una galé. En el puerto ya se encontraban otras barcas. En este día el capitán británico aprisionó a los peleadores  Donna Ana  y  Sirena  y la galera  Campeadora . Para no ser aprisionado el capitán del brigue  Astro , José Francisco del Nacimiento, hundió su barco.
En ese mismo día hubo una manifestación por parte del guardián de la aduana de Paranaguá, el sr. Francisco Pinheiro, que visitó al capitán Hubert Schumberg en el tomillo del  Cormorant , y discutieron sobre los hechos ocurridos en la bahía. En esta visita el capitán británico presentó un oficio relatando sus actos a las autoridades locales, pero el coronel, el comandante de la Guardia Nacional, el delegado de policía José Francisco Barroso y el juez municipal dr. Filtros Nunes Pires rechazaron recibir el documento.
La comunidad parroquial se indignó con el desenlace que el capitán británico daría a los barcos brasileños y algunos jóvenes intrépidos decidieron tomar una actitud en nombre de la soberanía nacional. Y en el caso de las embarcaciones de los barcos arrestados, desembarcaron el domingo por la mañana en la Isla de la Mel (Paraná), en la isla de Melilla. Isla de Mel, y, en entendimiento con el comandante de la fortaleza, capitán Joaquim Ferreira Barbosa, hicieron los preparativos para el enfrentamiento. Con una artillería básica, que entró en combate por última vez en el año de 1839 cuando repelió las fuerzas farroupillas que intentaron capturar naus en el puerto, los habitantes, junto a las tripulaciones y la pequeña guarnición de la Fortaleza de Nuestra Señora de los Prazeres de Paranaguá fortaleza, consiguieron montar diez piezas sobre palos y piedra.
Al surgir el "Cormorant" hacia la barra en la mañana del lunes 1 de julio, trayendo consigo a las tres naus brasileñas, el comandante de la fortaleza hizo seguir al suyo un encuentro, un fin, entregar un oficio al capitán británico. Los términos de este oficio hacían mención de que el crucero de guerra debía seguir viaje sin los barcos incautados, dejándolos en poder de las autoridades locales; en la desobediencia de este oficio, la fortaleza abriría fuego al vapor de la  Royal Navy . El propio comandante de la fortaleza de la Isla de Mel había firmado el documento. El oficio nunca fue entregado, pues el escalante con el sargento de la Guardia Nacional Tomaz José de Oliveira, fue repelido con tiro de pólvora seca por el Cormorant. Al mismo tiempo del disparo al escaler, la fortaleza rebatió con un disparo y nuevamente el  Cormorant  hizo fuego, ahora para la isla, siendo apuntado por varias bombas de calibre 80 y balas 36. La guarnición de la Isla de la Mel hizo nuevos disparos, ahora con todas las piezas de la fortaleza, y en los 30 minutos que siguieron hubo el enfrentamiento entre la artillería brasileña en la fortaleza y los seis cañones del crucero  HMS Cormorant .
La batalla solo terminó cuando los cañones de la fortaleza de la barra ya no tenían eficacia en el alcance al crucero británico.
El "HMS Cormorant" tuvo daños considerables y dos bajas, una fatal y otra en la enfermería durante todo el viaje hacia África. En el combate, el  Cormorant  quedó limitado en sus maniobras concernientes al remolque de las naus brasileñas.
En el lado brasileño los daños fueron mínimos, verificándose solo heridos leves.
Para el reparo en el Cormorant, el capitán Hubert llevó el crucero en la cala de las conchas y se concentró en la popa y en la pala de babor, lugares con serias, mal funcionamiento. Otros daños serían reparados en tierra firme. En este mismo lugar el capitán Schumberg incendió las peleas  Donna Ana  y  Sirena  y montó tripulación para la galera  Campeadora  que tomó rumbo al norte, acompañando al crucero hasta África, más precisamente Sierra Leona.
Los actos ocurridos en la bahía de Paranaguá acentuaron los ánimos británicos, que exigieron una reparación formal del gobierno brasileño.
Dos meses después del  'Incidente de Paranaguá'  fue aprobada la ley Eaurio de Queirós, que extinguía el tráfico negrero en Brasil, y la Marina de Brasil acompañaría a la "Royal Navy" en el patrullaje de las costas brasileñas. En la práctica, sin embargo, el tráfico continuó durante largos años hasta su extinción total.
La escuna Sagaz partió de Río de Janeiro a 6 de junio de 1850 con carga de carga general destinada al puerto de Río Grande y haría escalas en Santos para embarque de café y en Paranaguá para embarque de yerba mate. En la mañana del 10 de junio, el Sagaz llegó a Santos y el comandante se sintió amenazado con la presencia de la corbeta británica HMS Rifleman ante la isla de las Palmas y se dirigió a la Capitanía para cambiar el nombre de registro. El HMS Rifleman acechaba barcos brasileños saliendo del puerto cargados con café. El nombre de Sagaz fue cambiado a Astro y la mañana siguiente dejó el puerto sin hacer los embarques, dejando a los británicos del HMS Rifleman a ver barcos (de ahí la conocida expresión). El Astro llegó a Paranaguá el 16 de junio de 1850 y fue visitado y deslizado por la Guardia, como era de costumbre, descargando sus mercancías en el depósito de la Aduana en el antiguo Colegio de los Jesuitas. Había una fuerte campaña emancipacionista en Paranaguá, con amplia propaganda económica de la ciudad para ser presentada a los invitados que vendrían a la elección de los concejales el 1 de julio. Había muchas autoridades de la comarca de Curitiba y de São Paulo presentes el 29 de junio. En este día, el HMS Cormorant llegó a Paranaguá desde Cabo Frío, donde había intentado secuestrar la escuna Rival, fundida ante el astillero. Los tripulantes del HMS Cormorant fueron impedidos por el tiroteo promovido por los ciudadanos, y como el buque encalló en el lado izquierdo del canal, el teniente británico, responsable de la operación que había herido en el rostro el contramaestre del Rival, ordenó la quema de la escuna con pedazos de la Bandera Nacional del buque que había sido cambiado por la británicoa. En Paranaguá, el HMS Cormorant apresó tres veleros con peso poco por encima de mil toneladas. El Astro, vacío, sin velas y sin instrumentos de navegación fue puesto a pique por su comandante, para no ser subastado en el Reino Unido. En la semana posterior al evento, Astro fue retirado del fondo con ayuda de dos buques de carga. El ancla del barco Doña Ana, incendiado al lado de la isla de las Palmas, fue encontrada por buceadores en 2001 y retirada con autorización de la Marina. Esta pieza está adornando el Ayuntamiento de Almirante Tamandaré en la Región Metropolitana de Curitiba.
Hay un profundo y secular silencio entre los historiadores sobre el evento del HMS Cormorant. Primero porque se remonta a las acciones del imperio y los historiadores eran republicanos. Según la ciudad estaba repleta de autoridades, incluso el cónsul norteamericano David Todd, y no se encuentran registros con mayores detalles que aclaran si los casi doscientos jóvenes revueltos que casi hundieron el HMS Cormorant eran o no soldados de la Guardia Nacional con ropas de ropa civiles. Pero hay un hecho intrigante: el Pelourinho de la ciudad representaba más que un simple lugar de justicia, pues en doscientos años solo se utilizó dos veces. El odiado pelourinho representaba al Imperio y desapareció este mismo año, sin que nadie diera cuenta. ¿Sería este silencio el precio de los historiadores republicanos para no comentar el incidente? El hecho es que cien años más tarde, en 1953, el Pelourinho fue encontrado enterrado en la arena, a pocos metros del lugar donde había sido erigido el 6 de enero de 1646. Después de todo, el hecho más importante fue la propaganda nacionalista que el incidente Cormorant proporcionó (los separatistas estaban sumidos en deudas con tanto desgaste político), llevando el nombre de la ciudad de Paranaguá a ser mencionado de Norte a Sur, recibiendo el deseado apoyo a la emancipación de la 5ª Comarca de São Paulo, denominada Curitiba, y la instalación de la Provincia del Paraná, Paraná. El deseo de los exportadores de madera era la construcción de una carretera que conecta la meseta a la costa para el transporte de pinares de araucarias. A pesar de que San Pablo fue fundado con todo el territorio de la Capitanía de Paranaguá, no era deseo de los paulistas el suministro de aval para la construcción de la carretera, pues ciertamente habría la emancipación y la pérdida de los impuestos generados en las exportaciones de yerba mate. Aún hoy, se dice que la fecha del 19 de diciembre es el aniversario de la Emancipación de Paraná. Podemos ver que el Paraná nunca se emancipó de nadie y el camino de Graciosa todavía estará en servicio por mucho tiempo.